# Elektrokarre

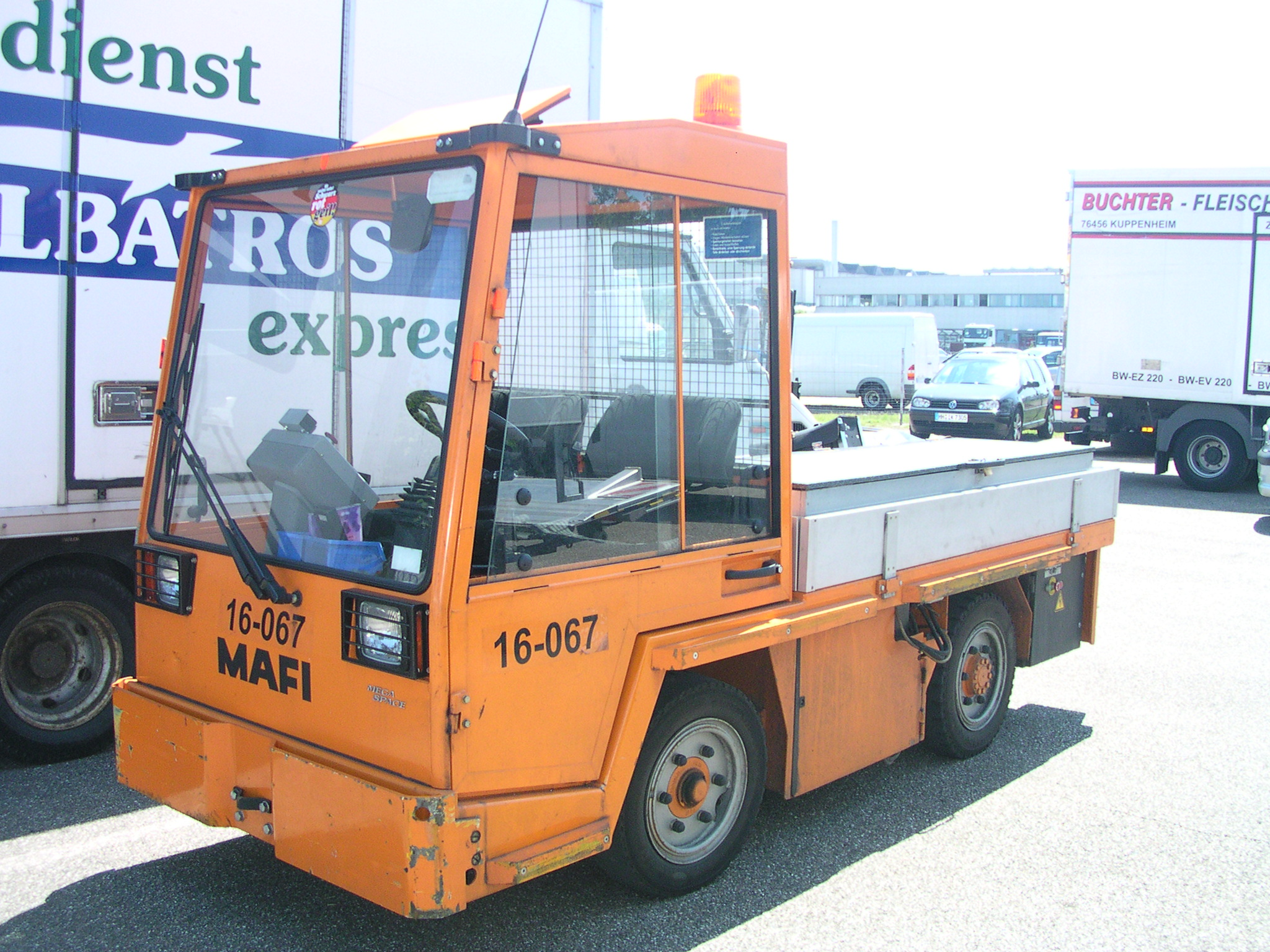
Elektrokarren von Mafi

Eine Elektrokarre, auch Elektrokarren oder Elektroplattformwagen genannt, ist ein Kraftfahrzeug, das mit einem Elektromotor und Akkumulatoren ausgerüstet ist und primär dem Materialtransport auf kurzen Strecken dient. Die Ladung kann auf einer niedrigen Plattform platziert werden. Der Elektrokarren dient vorrangig innerbetrieblichen oder sonstigen Kurzstrecken-Transportaufgaben. Der Fahrer sitzt wie bei Kraftfahrzeugen oder er steht auf einem Podest. Besonders vormals übliche Fahrzeuge für stehendes Fahren werden durch zwei Handhebel oder durch eine Fußwippe gesteuert.
Die Fahrzeuge erreichen nur geringe Geschwindigkeiten und werden meist nur auf ebenen Fahrwegen eingesetzt, daher tragen die Räder oft Vollgummireifen und sind ungefedert.
Als Motor kam früher ein direkt mechanisch geschalteter Gleichstrommotor zum Einsatz, heute werden wartungsfreie Drehstrommotoren mit Umrichtern verwendet. Der Motor wird auch als Bremse eingesetzt. Reichweiten bis 70 km und Nutzlasten bis fünf Tonnen sind üblich.
Die Fahrzeuge werden für Transportzwecke häufig dort eingesetzt, wo Autoverkehr verboten ist, wie auf einigen der autofreien Nordseeinseln, beispielsweise Wangerooge oder Helgoland, wo sie das Kfz-Kennzeichen AG (für „Ausnahmegenehmigung“) tragen. Sie sind auch auf Bahnhöfen und Flughäfen im Einsatz, wo sie mit Hilfe von Anhängern das Gepäck zwischen Aufgabe- und Entladestelle transportieren.